# 麻米乡
麻米乡，是中华人民共和国西藏自治区阿里地区改则县下辖的一个乡镇级行政单位。

## 行政区划
麻米乡下辖以下地区：
茶措村、定昌村、次吾嘎木村、古昌村、吓夏村、热扎村、克勤村、吴青村、那木切村和行勤村。